# Vicky Sunohara
Vicky Sunohara (* 18. Mai 1970 in Scarborough, Ontario) ist eine ehemalige kanadische Eishockeyspielerin und derzeitige -trainerin japanisch-ukrainischer Herkunft, die im Verlauf ihrer aktiven Karriere zwischen 1988 und 2008 unter anderem zwei olympische Gold- und eine Silbermedaille mit der kanadischen Frauen-Nationalmannschaft gewonnen hat. Darüber hinaus errang Sunohara siebenmal den Weltmeistertitel sowie eine Vizeweltmeisterschaft, womit sie zu den erfolgreichsten kanadischen Spielerinnen auf internationaler Bühne gehört. Auf der nationalen Ebene konnte sie insgesamt drei Meisterschaften in der National Women’s Hockey League und Canadian Women’s Hockey League gewinnen. Dazu kommen weitere fünf Meisterschaftsgewinne im Collegebereich. Seit 2025 ist sie Mitglied der IIHF Hall of Fame.

## Karriere
Sunohara trat erstmals als 18-Jährige während ihres Studiums an der Northeastern University in Boston im Eishockeysport in Erscheinung. Neben ihrem Studium spielte sie für das Universitätsteam und gewann zwischen 1988 und 1990 dreimal in Folge den Divisionstitel der ECAC Hockey im Spielbetrieb der National Collegiate Athletic Association. Zum Abschluss ihres Studiums an der Northeastern wurde sie vom kanadischen Eishockeyverband Hockey Canada in den Kader der Nationalmannschaft berufen, die an der ersten Weltmeisterschaft 1990 teilnahm und die Goldmedaille errang.

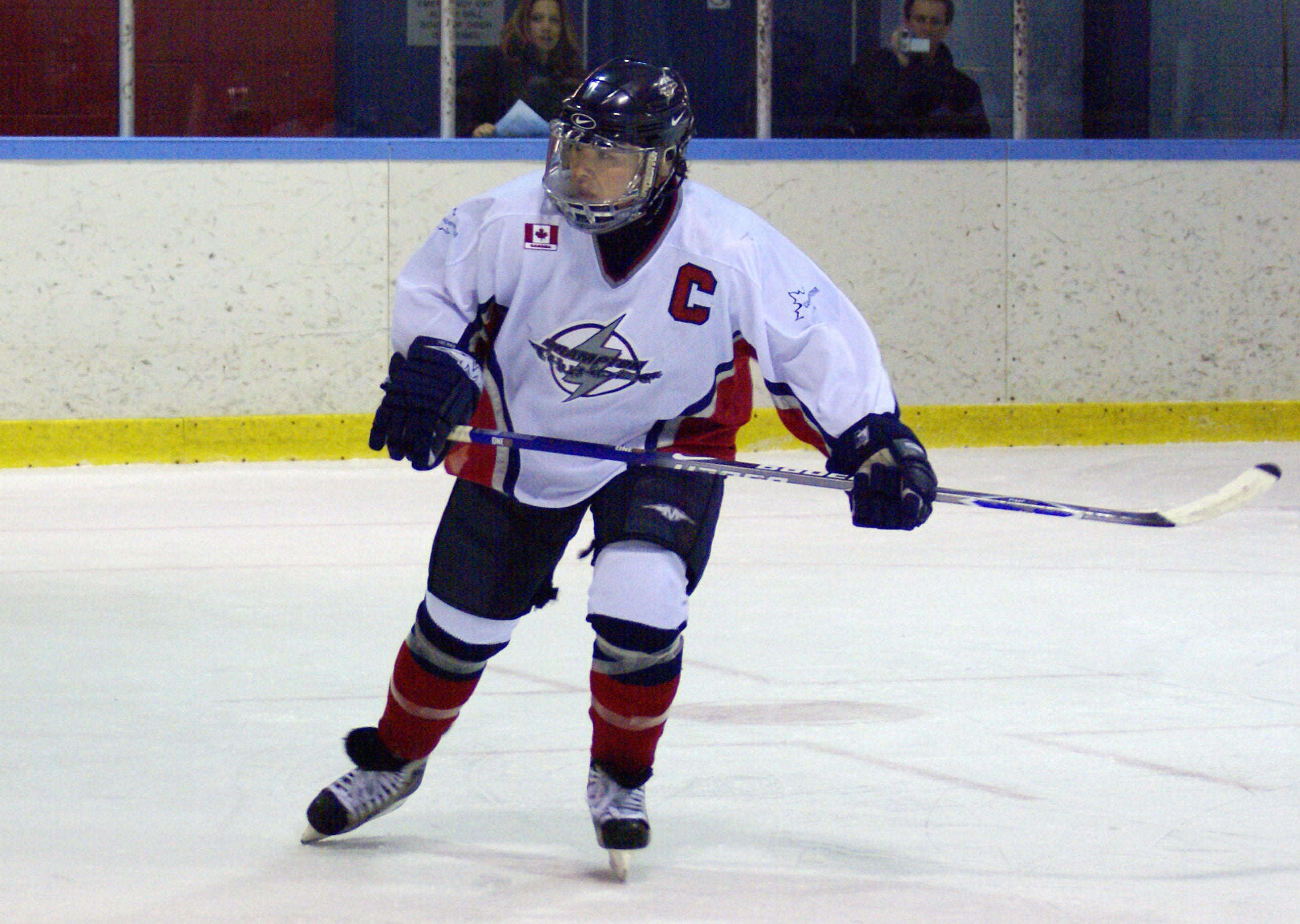
Sunohara im Trikot der Brampton Thunder

Anschließend zog es die Stürmerin zurück in ihr Heimatland, wo sie zwischen 1990 und 1992 an der University of Toronto spielte, mit denen sie ebenfalls zwei Meistertitel gewinnen konnte. In den Folgejahren war sie jeweils im Zweijahresrhythmus für die Scarborough Firefighters in ihrem Geburtsort und die Toronto Red Wings in der Central Ontario Women’s Hockey League aktiv, ehe Sunohara ab Sommer 1996 eine Spielzeit für die North York Aeros aufs Eis ging. Im Anschluss nahm sie erstmals seit sieben Jahren wieder an der Weltmeisterschaft teil. Dort feierte die Angreiferin ihren zweiten Goldmedaillengewinn und bereitete sich in der folgenden Spielzeit intensiv auf die Olympischen Winterspiele 1998 im japanischen Nagano vor. Beim ersten olympischen Fraueneishockeyturnier gewannen die Kanadierinnen nach einer Finalniederlage gegen den Erzrivalen USA die Silbermedaille.
Nach den Olympischen Winterspielen schloss sich die Olympionikin den Brampton Thunder, mit denen sie in den Folgejahren in der National Women’s Hockey League antrat und bis 2007 zweimal den Ligatitel in Form des NWHL Champions Cup erringen konnte. Dies gelang ihr als Teil des Teams in der Saison 2007/08 abermals, nachdem die Mannschaft in die Canadian Women’s Hockey League gewechselt war. Auf internationaler Bühne hatte sich Sunohara binnen dieser Zeit als bester Bestandteil etabliert. Zwischen 1999 und 2007 nahm sie an allen sechs ausgetragenen Weltmeisterschaftsturnieren teil und konnte ihre Medaillensammlung um fünf weitere Gold- sowie eine Silbermedaille erweitern. Dazu kamen in den Jahren 2002 und 2006 jeweils Goldmedaillen bei den Olympischen Winterspielen.
Neben dem Eishockeysport spielte Sunohara auch Flag Football bei den Scarborough Titans.
Im Sommer 2008 erklärte Sunohara ihre aktive Karriere im Alter von 38 Jahren für beendet, nachdem sie unter anderem zehn Jahre als Mannschaftskapitänin der Brampton Thunder und sieben Jahre als Assistenzkapitänin der kanadischen Nationalmannschaft fungiert hatte. Sunohara schloss nach ihrem Karriereende ihr Studium an der University of Toronto ab und blieb dem Eishockey treu. Von 2009 bis 2011 war sie Direktorin des Fraueneishockey-Programms an der The Hill Academy in Vaughan, anschließend kehrte sie an ihre Alma Mater zurück und übernahm dort den Posten der Cheftrainerin des Frauenteams. Bereits zwischen 2004 und 2005 war sie dort als Assistenztrainerin beschäftigt gewesen, während sie gleichzeitig das U18- und U19-Juniorinnen-Programm von Hockey Canada betreut hatte.
Mit dem Frauenteam der University of Toronto, den Varsity Blues, gewann sie 2020 die Meisterschaft der Ontario University Athletics (OUA) und wurde für ihre Leistungen sowohl von U Sports, als auch von der OUA zum Fraueneishockey Trainer des Jahres gekürt.

## Erfolge und Auszeichnungen

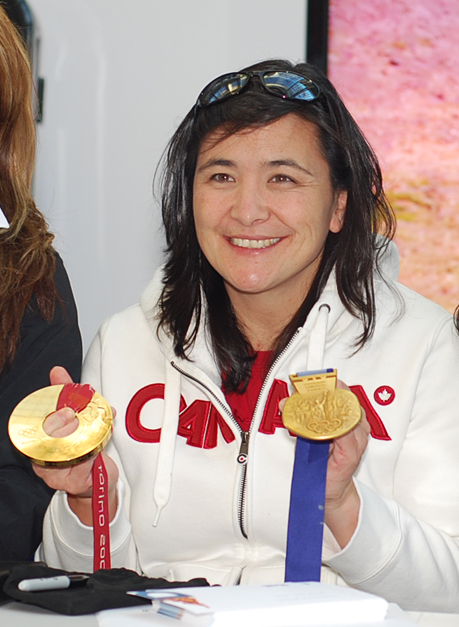
Vicky Sunohara mit ihren zwei olympischen Goldmedaillen (2009)

| - 1989 Meisterschaft der ECAC Hockey mit den Northeastern Huskies - 1989 ECAC Hockey Rookie of the Year - 1990 NCAA All-American Team - 1991 Meisterschaft der Ontario University Athletics mit den Toronto Varsity Blues - 1992 Meisterschaft der Ontario University Athletics mit den Toronto Varsity Blues - 1999 NWHL-Champions-Cup-Gewinn mit den Brampton Thunder | - 2000 NWHL Western Division Second All-Star Team - 2006 Kanadischer Amateurmeister (Esso Women’s Nationals) mit den Brampton Thunder - 2007 NWHL-Champions-Cup-Gewinn mit den Brampton Thunder - 2008 CWHL-Meisterschaft mit den Brampton Thunder |

### International
| - 1990 Goldmedaille bei der Weltmeisterschaft - 1997 Goldmedaille bei der Weltmeisterschaft - 1998 Silbermedaille bei den Olympischen Winterspielen - 1999 Goldmedaille bei der Weltmeisterschaft - 2000 Goldmedaille bei der Weltmeisterschaft - 2001 Goldmedaille bei der Weltmeisterschaft | - 2002 Goldmedaille bei den Olympischen Winterspielen - 2004 Goldmedaille bei der Weltmeisterschaft - 2005 Silbermedaille bei der Weltmeisterschaft - 2006 Goldmedaille bei den Olympischen Winterspielen - 2007 Goldmedaille bei der Weltmeisterschaft - 2025 Aufnahme in die IIHF Hall of Fame |

## Karrierestatistik

### International
Vertrat Kanada bei:
| - Weltmeisterschaft 1990 - Weltmeisterschaft 1997 - Olympischen Winterspielen 1998 - Weltmeisterschaft 1999 - Weltmeisterschaft 2000 - Weltmeisterschaft 2001 | - Olympischen Winterspielen 2002 - Weltmeisterschaft 2004 - Weltmeisterschaft 2005 - Olympischen Winterspielen 2006 - Weltmeisterschaft 2007 |